# Halicryptomorpha
Halicryptomorpha is een orde in de taxonomische indeling van de peniswormen (Priapulida).

## Taxonomie
- Orde Halicryptomorpha
  - Familie Halicryptidae
    - Geslacht Halicryptus
      - Halicryptus higginsi
      - Halicryptus spinulosus